# Пинц, Марек
Марек Пинц (чеш. Marek Pinc; 20 марта 1979, в Мосте, Чехословакия) — бывший чешский хоккеист, вратарь. Воспитанник клуба «Литвинов». В составе сборной Чехии был в заявке на чемпионатах мира 2007 и 2008 годов.

## Биография
Марек Пинц начал свою хоккейную карьеру в 1997 году, в клубе «Литвинов». Он долго играл в чешской Экстралиге за «Литвинов», «Витковице», «Били Тигржи Либерец» и пражскую «Спарту», также выступал в Швейцарии (победитель Национальной лиги Б 2007 года), Казахстане (чемпион Казахстана 2014 и 2015 годов) и Великобритании (победитель Британской лиги 2016 года). В сборной Чехии Пинц был в заявке на чемпионатах мира 2007 и 2008 годов. Завершил карьеру в 2017 году, в одноименном клубе родного города Мост.

## Достижения

### Командные
- Чемпион Швейцарской национальной лиги Б 2007
- Чемпион Казахстана 2014 и 2015
- Чемпион Великобритании 2016

### Личные
- Лучший вратарь чешской Экстралиги 2010 по количеству матчей на ноль (4)
- Лучший вратарь чемпионата Казахстана 2014 по коэффициенту надёжности (1.73) и проценту отражённых бросков (93.4)

## Статистика
Всего за карьеру сыграл 858 матчей (чешская Экстралига — 603 игры, чемпионат Казахстана — 107 игр, чемпионат Великобритании — 41 игра, чешская вторая лига — 26 игр, чешская первая лига — 23 игры, сборная Чехии — 15 игр, Европейский трофей — 9 игр, швейцарская национальная лига Б — 9 игр, швейцарская национальная лига А — 7 игр, Континентальный кубок — 6 игр, Евролига — 4 игры, Кубок Казахстана — 4 игры, Кубок Британской лиги — 4 игры).

## Семья
Женат, двое детей: близнецы Себастиан и Оливер. Его брат Михал Пинц (род. 02.12.1981 г.) — бывший чешский хоккеист, нападающий.